# Flikbålmossa
Flikbålmossa (Riccardia multifida) är en bladmossart som först beskrevs av Carl von Linné, och fick sitt nu gällande namn av Samuel Frederick Gray. Flikbålmossa ingår i släktet flikbålmossor, och familjen Aneuraceae. Flikbålmossa saknar underarter. Enligt den finländska rödlistan är arten nära hotad i Finland. Arten är reproducerande i Sverige. Flikbålmossa växer i rikkärr, källkärr och sumpskog.

## Galleri

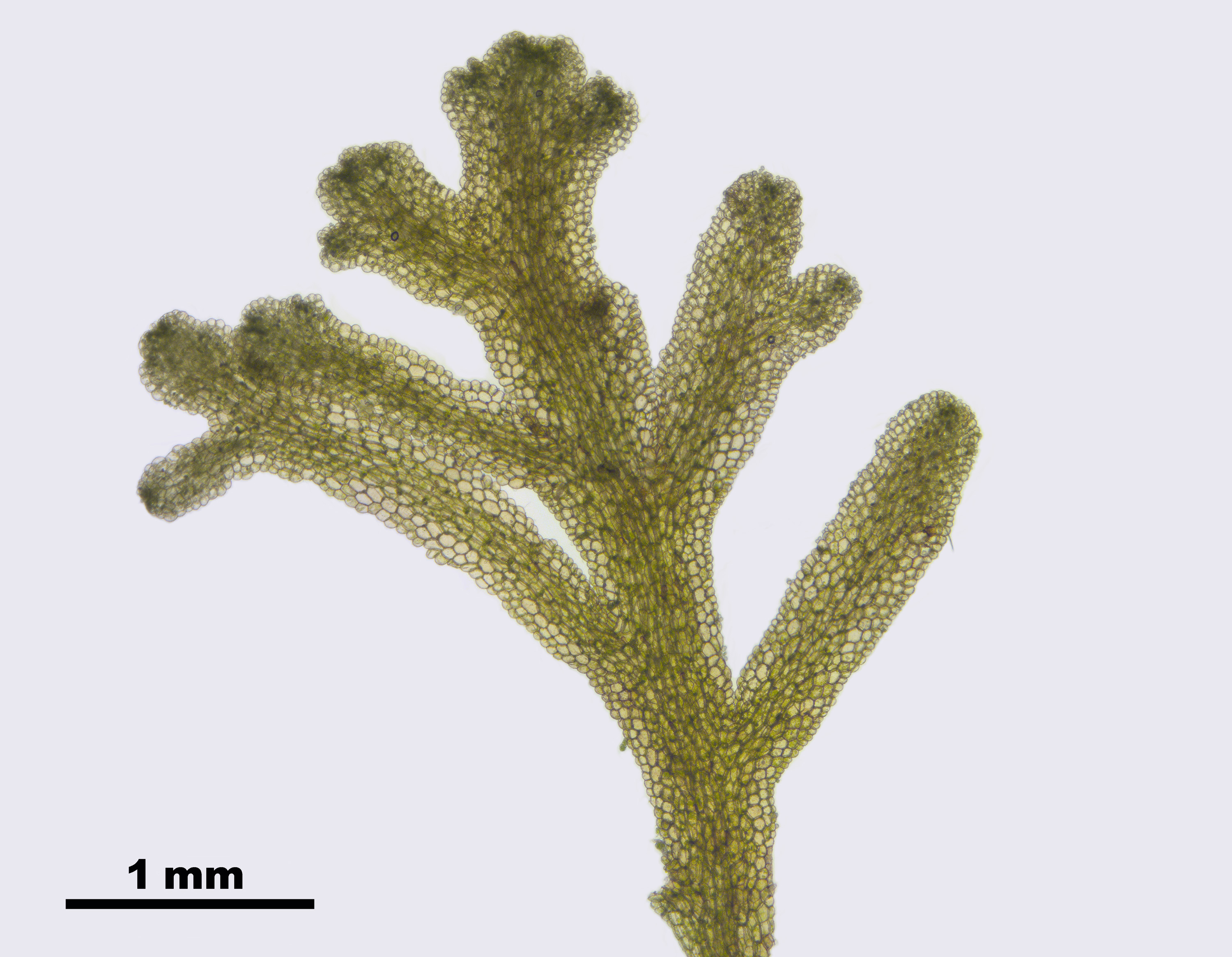
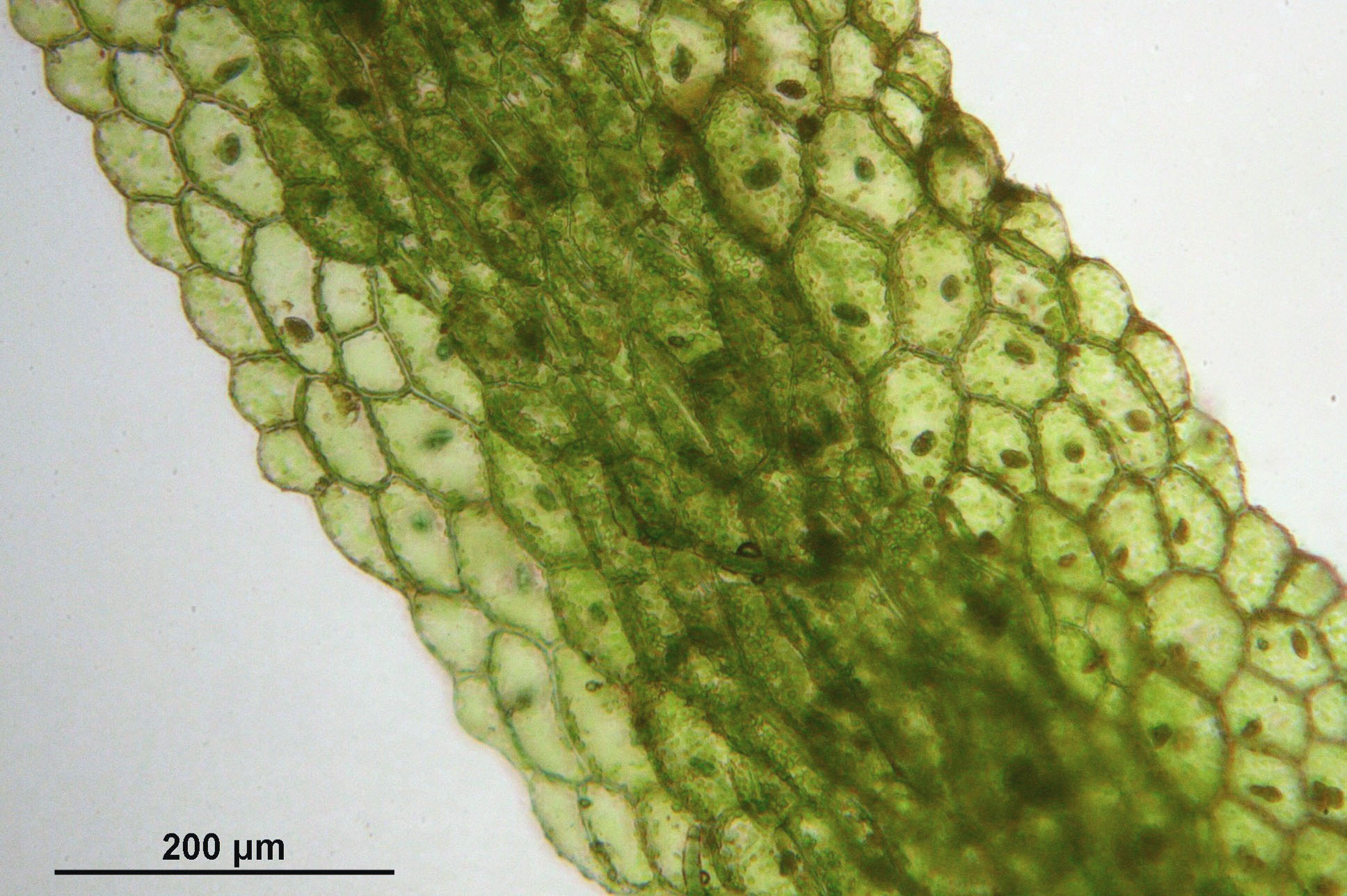